# Annie Bureau
Annie Bureau ou Annie Bureau-Roger (née le 12 février 1938 et morte le 17 septembre 2014) est  médecin gynécologue et militante féministe française.

## Biographie
Annie Bureau s’oriente vers la médecine parce que « c’est un métier d’homme » et qu’elle « voulait être un homme », tant il lui paraît évident que les femmes n’ont pas la même place que les hommes, elle étudie donc à Grenoble pour devenir gynécologue. Elle exerce dans un cabinet de groupe à Villeneuve-le-Roi ainsi qu’aux Bluets à la « Maison des Métallo » puis à l’hôpital Broussais,.                 
Annie est aussi une féministe engagée, elle a beaucoup lutté pour le droit des femmes à disposer de leur corps et pour le droit à l’avortement. Lors de ses gardes, elle voit mourir des femmes atteintes d’infections à clostridium perfringens ; cela la révolte et elle milite à l’Association nationale pour l’étude de l’avortement (ANEA). Puis en 1972, elle s’engage avec le GIP (groupe d’information sur les prisons) dans la pratique de l’avortement. Après le vote de la loi Veil et la constitution de l’Association Nationale des Centres d’Interruption de grossesse et de Contraception (ANCIC), Annie Bureau en est la présidente en 1983 à 1992 à la suite de ses mobilisations dans l’ANCIC. Cela a permis d’aboutir à la loi en 2001, la prolongation des délais d’interruption de grossesses et supprimer l’obligation d’entretiens sociaux,.